# Hremeace, Kiverți
Hremeace (în ucraineană Грем`яче) este localitatea de reședință a comunei Hremeace din raionul Kiverți, regiunea Volînia, Ucraina.

## Demografie
Componența lingvistică a localității Hremeace
     Ucraineană (99,72%)
     Alte limbi (0,28%)
Conform recensământului din 2001, majoritatea populației localității Hremeace era vorbitoare de ucraineană (99,72%), existând în minoritate și vorbitori de alte limbi.